# (3075) Bornmann
(3075) Bornmann (1981 EY15, 1982 QK) ist ein ungefähr vier Kilometer großer Asteroid des inneren Hauptgürtels, der am 1. März 1981 vom US-amerikanischen Astronomen Schelte John Bus am Siding-Spring-Observatorium in der Nähe von Coonabarabran, New South Wales in Australien (IAU-Code 260) entdeckt wurde.

## Benennung
(3075) Bornmann wurde nach Patricia L. Bornmann benannt, die als Studentin des California Institute of Technology am Planet-Crossing Asteroid Survey teilgenommen hatte und zurzeit an der Erforschung der Sonne am National Oceanic and Atmospheric Administration in Boulder tätig ist.